# Gaza Humanitarian Foundation
Die Gaza Humanitarian Foundation (GHF) ist eine 2025 mit politischer Unterstützung aus Israel und den USA gegründete private Organisation unter der Führung ehemaliger US-Soldaten und Geheimdienstler, die im Mai 2025 mit der Verteilung von Lebensmitteln im Gazastreifen begann.
Die GHF soll nach dem Willen der israelischen und der US-Regierung das Hilfswerk der Vereinten Nationen für Palästina-Flüchtlinge im Nahen Osten (UNRWA) und alle anderen internationalen Hilfsorganisationen ersetzen, denen Israel die Arbeit in den israelisch besetzten Gebieten nicht mehr erlaubte.

## Gründung
Gegründet wurde die GHF nach Informationen des Spiegels im Februar 2025. Laut der Schweizer Tageszeitung Le Temps hatte sie ihren Sitz im Zentrum von Genf. Dort war zunächst auch der Stifungssitz im Schweizer Stiftungsregister eingetragen, bis die Eintragung auf „ohne Domizil“ geändert wurde.
Der Stiftungsrat bestand bei Gründung aus dem armenischen Finanzier David Papazian, dem in Virginia ansässigen US-Amerikaner Loik Samuel Marcel Henderson und dem Genfer Anwalt David Kohler. Bei keinem von ihnen ist ein Bezug zu humanitärer Arbeit bekannt. Kohler, das einzige Mitglied des Stiftungsrats mit Wohnsitz in der Schweiz, trat Ende Mai 2025 überraschend von seinen Funktionen zurück. Die Eidgenössische Stiftungsaufsicht (ESA) befasste sich mit der GHF, da mindestens ein Mitglied des Rats in der Schweiz seinen Wohnsitz haben muss. Das Eidgenössische Departement des Innern (EDI) stellte mehrere Verstöße der Organisation gegen geltendes Schweizer Stiftungsrecht fest: Die GHF habe nur zwei von drei der obligatorischen Stiftungsratssitze besetzt, habe keine Revisionsstelle und weder eine Adresse noch ein Bankkonto in der Schweiz. Schweizer Behörden haben Ermittlungen eingeleitet. Im Mai 2025 stellte die GHF ihre Aktivitäten in der Schweiz nach drei Monaten ein und gab an, nur noch von den USA aus zu agieren. Die Schweizer Zweigstelle sei nach eigenen Angaben gegründet worden, um „Spender anzusprechen, die es vorziehen, sich ausserhalb der US-Struktur zu beteiligen“. Im Juli 2025 kündigte die ESA wegen der rechtlichen Verstöße die Auflösung der GHF an.
Der US-Anwalt James Cundiff hatte in Delaware sowohl eine gleichnamige Stiftung als auch das private Militärunternehmen Safe Reach Solutions (SRS) mit Sitz in Delaware registriert. Für beide Organisationen war er auch als Sprecher tätig. SRS und das ebenfalls private US-Militärunternehmen UG Solutions sind Teil der Verteilstrategie im Gazastreifen. Geführt wird Safe Reach Solutions von dem ehemaligen CIA-Offizier Phillip F. Reilly.
Initiiert wurde die Gründung der GHF unter anderem von einer Gruppe US-amerikanischer Geschäftsleute, ehemaliger Militärs und Sicherheitsunternehmen. Geschäftsführer war bei Gründung der ehemalige Scharfschütze und US-Veteran Jake Wood. Er war Mitbegründer der Katastrophenschutzorganisation Team Rubicon. Wood trat noch vor Beginn des ersten Einsatzes der GHF zurück. Nach Berichten mehrerer Medien und aufkommenden Fragen nach der Unabhängigkeit und den Verbindungen zu Israel begründete er den Rücktritt damit, dass es nicht möglich sei, die Aufgabe umzusetzen und gleichzeitig „strikt die humanitären Grundsätze von Menschlichkeit, Neutralität, Unparteilichkeit und Unabhängigkeit einzuhalten“. Als vorläufigen Leiter benannte die GHF zunächst John Acree, Anfang Juni 2025 gab die GHF Johnnie Moore als neuen Chef an. Er war evangelikaler Berater von US-Präsident Donald Trump und hatte Trumps Vorschlag unterstützt, die Palästinenser aus Gaza zu vertreiben, um dort Immobilienprojekte aufzusetzen.

## Ziele
In ihrer Satzung erhebt die Organisation den Anspruch, „ausschließlich wohltätige und philanthropische Ziele“ zu verfolgen. Es solle Nahrung, Wasser, Medikamente und Unterstützung beim Wiederaufbau für diejenigen bereit gestellt werden, die vom Krieg im Gazastreifen betroffen seien. Gründungsleiter Wood gab in einem Brief an israelische Beamte zu, dass die GHF nicht imstande sei, medizinische Hilfsgüter, Hygieneartikel und Material für Unterkünfte zu handhaben. Das würden auch in Zukunft die UN-Programme leisten müssen.
In einer vierzehnseitigen Broschüre, die der britischen BBC vorliegt und die sich hauptsächlich an potenzielle Geldgeber richtet, wird als Ziel der Gründung angegeben, Hilfe direkt und ausschließlich zu den Bedürftigen zu bringen. Dabei folge die GHF den „humanitären Grundsätzen von Menschlichkeit, Neutralität, Unparteilichkeit und Unabhängigkeit“.
Die GHF verspricht darin, vier Verteilstationen zu errichten und dort Nahrung, Wasser und Hygienepakete für zunächst 1,2 Millionen Menschen – weniger als sechzig Prozent der Gesamtbevölkerung – auszugeben. Man wolle langfristig alle Bewohner des Gazastreifens erreichen.
Als Ziel für die ersten neunzig Tage gibt die GHF an, 300 Mio. Mahlzeiten auszugeben. Die Kosten pro Mahlzeit werden auf $ 1.30 veranschlagt. Darin eingeschlossen sein sollen die Kosten für die ausländischen Söldner, die angeheuert würden, um die Operationen zu schützen. Die GHF hat den täglichen Bedarf für eine Person auf 1.750 Kalorien festgelegt, was unter dem internationalen Standard von 2.100 Kalorien ist. In einer Stellungnahme der GHF heißt es, die Organisation werde nicht Bestandteil von Massenvertreibungen sein.

## Finanzierung
Die Finanzierung der GHF ist unklar. Die Organisation selbst behauptete, von der Regierung eines EU-Staats die Zusage für mehr als 100 Millionen Dollar erhalten zu haben, nannte den betreffenden Staat aber nicht. Israel und die USA gaben Ende Mai 2025 an, die Organisation nicht zu finanzieren. Unter Berufung auf anonyme Quellen und frühere Regierungsmitarbeiter berichtete die Nachrichtenagentur Reuters, das US-Außenministerium berate darüber, 500 Mio. US-Dollar zur Finanzierung der GHF bereitzustellen. Ende Juni 2025 bewilligte es für diesen Zweck 30 Mio. US-Dollar.
Der israelische Oppositionsführer Jair Lapid bezeichnete die GHF und die eng mit ihr verwobene SRS als „Briefkastenfirmen“ und fragte im israelischen Parlament, ob sie von der israelischen Regierung finanziert würden. Das Büro von Premierminister Netanyahu verneinte das umgehend.

## Verteilung

Die vier Verteilstellen der GHF im Gazastreifen

Die israelischen Streitkräfte errichteten vier Verteilzentren, drei im äußersten Süden des Gazastreifens und eines in Zentral-Gaza nahe des von der israelischen Armee angelegten Netzarim-Korridors. Die GHF nahm den Betrieb Ende Mai 2025 mit zwei der südlichen Verteilstellen auf. Sie ersetzten das bis zur vollständigen Blockade betriebene Netzwerk von 400 Ausgabestellen des UN-Systems. Hilfesuchende müssen bis zu 40 Kilometer zurücklegen, um Nahrung zu erhalten.. Israelische Soldaten patrouillieren um die Verteilstellen. Die Ausgabestellen selbst werden von bewaffneten US-Söldnern überwacht. Hilfesuchende werden auf Verbindungen zur Hamas überprüft und ihre Identität wird festgestellt. Es wurde berichtet, dass die GHF dafür Gesichtserkennungstechnologie einsetze. Personen würden von der Verteilung ausgeschlossen, die mit der Hamas in Verbindung stehen.
Bei der Eröffnung stürmten hungrige Menschen das Verteilzentrum. Israelische Soldaten gaben Schüsse ab und Panik brach aus. Mindestens ein Mensch wurde getötet und 47 verletzt. Mitte Juni 2025 wurden bei einem Überfall auf einen Bus mindestens acht palästinensische Mitarbeiter der GHF getötet, die zu einer der Verteilstellen gebracht werden sollten, im Juli wurde ein Verteilzentrum mit Granaten angegriffen. Die GHF beschuldigte die Hamas.
Im ersten Monat seit Beginn des GHF-Verteilssystems wurden nahe der Verteilzentren fast täglich Menschen durch Schüssegetötet. Nach UN-Angaben sind in diesem Zeitraum mindestens 410 Menschen im Umfeld der GHF-Verteilstellen getötet worden, das von der Hamas geführte Gesundheitsministerium im Gazastreifen nennt 549 Tote. Die israelische Zeitung Ha’aretz berichtete Ende Juni 2025 unter Berufung auf Soldaten und Offiziere der Israelischen Streitkräfte (IDF), die Armee gebe an den Verteilstellen gezielt Schüsse mit scharfer Munition, auch aus Mörsern, auf unbewaffnete Zivilisten ab, um die Menschen zu lenken. Das Feuer sei auf die Wartenden eröffnet worden, obwohl keine ersichtliche Gefahr für die Soldaten bestanden habe. Es habe mindestens 19 Vorfälle dieser Art gegeben. Auch Auftragnehmer der GHF setzten scharfe Munition, Blendgranaten und Pfefferspray gegen Hilfesuchende ein.
Eine Datenanalyse von Sky News Anfang Juli 2025 ergab, dass die Zahl der Toten im Gazastreifen an Tagen mit mehr GHF-Verteilungen drastisch anstiegen. Bei täglich zwei oder weniger Verteilungen gebe es durchschnittlich 48 Tote und 189 Verletzte, bei fünf oder sechs Verteilungen sei die Zahl auf das Dreifache gestiegen. Bei 30 Prozent der Verteilungen gebe es Berichte von Blutvergießen. An der einzigen Ausgabestelle im zentralen Gazastreifen fielen bei 50 Prozent der Verteilungen Schüsse.

## Hintergrund
Am 7. Oktober 2023 hatten palästinensische Milizen unter Führung der islamistischen Hamas vom Gazastreifen aus Massaker an israelischen Zivilisten verübt. Daraufhin verhängte Israel eine Blockade für Warenlieferungen in den Gazastreifen, die nach dem Scheitern von Waffenstillstandsverhandlungen am 2. März 2025 zu einer Blockade humanitärer Hilfsgüter ausgeweitet wurde; am 25. April 2025 meldete das Welternährungsprogramm der Vereinten Nationen, dass seine Lebensmittelvorräte in Gaza aufgebraucht seien.
Ende Oktober 2024 beschloss das israelische Parlament Gesetze, die es dem UN-Hilfswerk UNRWA verbieten, in Israel zu arbeiten. Staatlichen israelischen Stellen wurde verboten, mit der Organisation zusammen zu arbeiten. Die israelische Regierung begründete die Maßnahmen damit, dass UNRWA Verbindungen zur Hamas unterhalte. UNRWA hatte bis dahin das mit Abstand größte Hilfsnetzwerk im Gazastreifen betrieben; sie hatte nach eigenen Angaben mehr als 60 Prozent der Nahrungs-Hilfslieferungen im Gazastreifen abgewickelt.
Nach der Ankündigung des US-Präsidenten Donald Trump im Februar 2025, die USA würden den Gazastreifen „übernehmen“ und „besitzen“, das Gebiet planieren und eine „Riviera des Nahen Ostens“ errichten, bekräftigte der israelische Premierminister Benjamin Netanyahu, Trumps Plan umzusetzen. Laut Trump sei binnen 15 Monaten aus dem Gebiet eine „Abrisszone“ gemacht worden. Die rund zwei Millionen Bewohner würden „umgesiedelt“. In Gaza erwarte sie ohnehin nur der Tod. Regierungsmitglieder sprachen offen von der Vertreibung der Palästinenser und der Errichtung neuer jüdischer Siedlungen. Bereits Ende 2024 hatte der ehemalige israelische General Mosche Ya’alon von systematischer „Eroberung, Annexion und ethnische[r] Säuberung“ der israelische Armee im Norden Gazas gesprochen. Anfang 2025 waren nach Angaben der UN 92 Prozent aller Wohngebäude im Gazastreifen beschädigt oder zerstört, im Juni 2025 seien mehr als 90 Prozent aller Schulen und Universitäten von den israelischen Streitkräften entweder mit Waffen oder per kontrolliertem Abriss beschädigt oder zerstört worden, und von den landwirtschaftlichen Flächen seien nur noch fünf Prozent nutzbar. Ganze Städte wie Rafah oder Beit Lahia seien vom Erdboden verschwunden; nicht nur Straßennetze und Bauten, sondern auch Ackerflächen, Gärten und Gewächshäuser seien vernichtet.
Anfang Mai 2025 beschloss das isralische Kabinett erstmals, indirekt die Verteilung von Hilfsgütern zu übernehmen.
In den GHF-Planungsdokumenten wurde die Skepsis der Öffentlichkeit vorweggenommen und präventiv Diskussionspunkte für den Fall vorbereitet, dass die GHF mit Vorwürfen konfrontiert würde, ihre Nahrungsmittelverteilungszentren und Wohnanlagen mit „‚Konzentrationslagern‘ mit Biometrie“ oder die Organisation mit Blackwater zu vergleichen, einer ehemaligen US-Söldnerfirma, die in Gewalttaten gegen Zivilisten im Irak verwickelt war.

## Kritik
Der Plan, das bisherige Hilfssystem in Gaza zu ersetzen und das Vorgehen der GHF stießen auf breite und massive Kritik:
Hilfsorganisationen und die Vereinten Nationen (UN) haben eine Zusammenarbeit mit der GHF abgelehnt. Sie verstoße gegen humanitäre Grundsätze und sei nicht in der Lage, den Bedarf der 2,3 Millionen Einwohner Gazas zu decken.
Der von Israel vorgelegte Plan gefährde Zivilisten und Helfer. Er scheine angelegt als Teil einer militärischen Strategie, in der die Kontrolle lebenserhaltender Güter zum Druckmittel ausgebaut werde. Israel vereinnahme humanitäre Hilfe für politische und militärische Zwecke. Ein westlicher Diplomat sagte dem britischen Guardian, Israel scheine das Leben von Palästinensern zu benutzen, um die UN und Hilfsorganisationen zur Mitwirkung an dem neuen Plan der militarisierten Hilfe zu nötigen; sie seien vor die üble Wahl gestellt, entweder zu kooperieren, oder die Palästinenser weiter hungern zu lassen. Buschra Chalidi, Sprecherin von Oxfam, ergänzte, der Plan lege die Hilfe in die Hände einer Konfliktpartei und verwische die Grenze zwischen humanitärer Hilfe und den militärischen Zielen Israels. Das bringe Zivilisten und Helfer in ernste Gefahr.
Nach Auffassung von UN und Hilfsorganisationen mache das GHF-System die Nahrungsmittelversorgung zur Waffe für das israelische Militär. In einem UN-Papier hieß es, die Tatsache, dass im Norden Gazas kein einziger Ausgabepunkt vorgesehen ist, im äußersten Süden aber drei, weise darauf hin, dass sich hinter der Initiative „eine mögliche Politik der Zwangsumsiedlung“ verstecke.
Die Verteilstellen seien für große Teile der Bevölkerung nicht zugänglich. Die Bevölkerung könne gewaltsam vertrieben werden, indem sie gezwungen werde, entweder in die Nähe der wenigen Verteilstationen zu ziehen, oder zu verhungern. Israel habe damit die Macht, große Bereiche des Gazastreifens zu entvölkern. Das sei potenziell ein Bruch internationalen Rechts gegen Vertreibung. Olga Tscherewko, Sprecherin der OCHA (Amt der Vereinten Nationen für die Koordinierung humanitärer Angelegenheiten) in Gaza wies darauf hin, dass die Menschen gezwungen würden, Kampfzonen zu passieren, um die Verteilzentren zu erreichen. Philippe Lazzarini, Chef der UNRWA nannte die GHF-Verteilstellen „tödliche Fallen“, „die mehr Leben kosten als retten“.
Humanitäre Helfer wendeten sich auch gegen die Erfassung Hilfesuchender per Gesichtserkennung. Sie garantiere nicht, dass die Hamas oder andere Akteure die ausgehändigten Hilfsgüter nicht von den Empfängern beschlagnahmen werden. Sie warnten, dass dieser Mechanismus Gewalt auslösen könne.
Die Nichtregierungsorganisation Trial International, die auf die Bekämpfung von Verstößen gegen das humanitäre Völkerrecht spezialisiert ist, reichte bei der Schweizer Regierung Beschwerde ein, weil die GHF offenbar eigenes bewaffnetes Sicherheitspersonal beschäftige. Sie bezweifelt, dass die Aktivitäten der Stiftung mit dem Schweizer Recht, dem humanitären Völkerrecht und dem Bundesgesetz über private Sicherheitsdienstleistungen im Ausland vereinbar seien. Die Regierung sei verpflichtet zu prüfen, ob die Organisation die Genfer Konventionen respektiere.
Am 28. Mai 2025 demonstrierten Vertreter von Ärzte der Welt, Ärzte ohne Grenzen, Cadus, CARE Deutschland, der Diakonie Katastrophenhilfe, Handicap International, der Johanniter-Auslandshilfe, Plan International Deutschland und Save the Children Deutschland vor dem Auswärtigen Amt in Berlin gegen die Praktiken der Gaza Humanitarian Foundation.
Das von der Hamas kontrollierte Innenministerium rief die Einwohner des Gazastreifens zum Boykott der Verteilstrategie auf.
Am 1. Juli 2025 forderten 169 Hilfsorganisationen, darunter Amnesty International, Ärzte ohne Grenzen, Oxfam, Caritas-Organisationen, Pax Christi und israelische Menschenrechtsorganisationen nach wiederholten Berichten über tödliche Vorfälle an Lebensmittelverteilungszentren im Gazastreifen die Einstellung von Hilfsmaßnahmen durch die GHF. Die Palästinenser im Gazastreifen stünden „vor einer unmöglichen Wahl: verhungern oder riskieren, erschossen zu werden, während sie verzweifelt versuchen, Essen für ihre Familien zu beschaffen“, hieß es in einer gemeinsamen Erklärung, in der Israel vorgeworfen wurde, Nahrung als Waffe einzusetzen. Die Organisationen forderten eine Rückkehr zum Hilfeleistungssystem der Vereinten Nationen.

## Verweise
- Leading Aid and Human Rights Organisations Condemn the Gaza Humanitarian Foundation as a Dangerous, Politicised Sham. Gemeinsame Erklärung von Hilfsorganisationen, 19. Mai 2025. (PDF; 120 kB, englisch)
- Kaamil Ahmed, Ana Lucía González Paz, Lucy Swan, Garry Blight: Eleven-minute race for food: how aid points in Gaza became ‘death traps’ The Guardian, 22. Juli 2025.